# 本多副昌
本多 副昌 （ほんだ すけまさ） は、福井藩家老。越前府中本多家（本多内蔵助家）第7代当主。

## 経歴
寛政6年（1794年）9月26日福井藩家老本多副充の養子副久（副充の兄副脩の子）の次男として府中に生まれる。父副久は病弱のために家督を継ぐことが出来なかった。文化7年（1810年）11月名を久平から副昌に改める。文化15年（1818年）4月本多副久養女と結婚。文政3年（1820年）養祖父副充の隠居により家督相続し府中2万石の領主となる。安政3年（1856年）病により隠居して家督を嫡男富恭に譲る。元治元年（1864年）9月30日没。享年71。娘は福井藩家老松平主馬正方に嫁いだ。